# Роман Албрехт
Роман Албрехт (19. јун 1921 — 23. фебруар 2006), публициста, учесник Народноослободилачке борбе и друштвено-политички радник СФР Југославије и СР Словеније.

## Биографија
Рођен је 1921. године у Бегуњама на Горењскем. Био је учесник Народноослободилачке борбе.
После рата, био је новинар и од 1951. до 1953. године главни уредник листа „Радничко једнство“. После тога је радио у Савезу синдиката Словеније од 1953. до 1961, а 1959. је завршио преддипломски студиј права на Љубљанском универзитету. После тога је од 1961. до 1965. био заменик секретара у Савезном секретаријату за рад, посланик Савезне скупштине СФРЈ и председник Одбора за рад и Комисије за удружени рад од 1965. до 1975, потпредседник Извршног већа СР Словеније од 1975. до 1978. године и остало. Од 1979. је постао редовни професор на факултету у Крању.
Биран је за члана Централног комитета СКЈ од Осмог до Десетог конгреса СКЈ и на Дванаестом конгресу, те за члана Председништва СКЈ на Десетом конгресу.
Умро је 2006. године.